# جوگیر (فیلم ۲۰۱۰)
جوگیر (به انگلیسی: Starstruck) محصولی دیگر از شبکه دیزنی و محصول ۲۰۱۰ آمریکا است. دانیل کمبل و استرلینگ نایت در این فیلم ایفای نقش می‌کنند.
این فیلم در لس آنجلس کالیفرنیا پرشده است.

## بازیگران
- استرلینگ نایت در نقش کریستوفر وایلد
- دانیل کمبل در نقش جسیکا اولسون
- براندون اسمیت در نقش آلبرت جاشوا «سیخ سیخی» استابینز
- چلسی کین در نقش الکسیس بندر
- مگی کستل در نقش سارا اولسون
- مت وینستون در نقش آلن اسمیت
- تونی تراکس در نقش لیبی لام
- بث لیتلفورد در نقش باربارا اولسون
- دن اوکانر در نقش دین اولسون
- لورن بوولز در نقش چری وایلد
- ابی کاب در نقش ای جی
- رون پیرسون در نقش دنیل وایلد
- ابی کاب